# Yaghi Basti
Yaghi Basti (mort vers 1344) fou un príncep cobànida, temporal senyor de Fars. Era fill d'amir Coban i de la seva segona dona Korbucin.
El 1336 va donar suport al seu nebot Hasan Kücük en la seva lluita per dominar l'Azerbaidjan en nom de Timurtash Coban, i després contra l'esclau Kara Djari (que Hasan feia passar per Timurtash) que volia agafar el poder per a si mateix. Quan el seu germà Surgan, governador de l'Iraq Ajamita, es va revoltar contra Hasan Kücük a causa del tractament d'aquest a Sati Beg (mare de Surgan), Yaghi no li va donar suport (1340) i va restar fidel a Kücük.
El 1340 Kücük va enviar al seu cosí Pir Husayn a conquerir Siraz, i Yaghi va participar en la campanya. El 1341 Togha Timur, kan ilkhànida, va enviar a l'Iraq al seu germà Amir Saikh Ali Kawun, el qual va obtenir l'aliança del exgovernador Surgan, refugiat a Bagdad; atacat aquest darrer per forces lleials a Kücük, fou finalment fet presoner en la fugida (i enviat a l'Àsia Menor). Yaghi estava ara en posició dominant entre el cobànides, exercint probablement el govern de l'Iraq (Ajamita), però el tractament al seu germà va provocar que aviat (1342) fes defecció i es refugiés a la cort de Hasan Buzurg a Bagdad. Podria haver influït sensiblement que el seu nebot Pir Husayn, governador de Shiraz, que havia hagut de fugir cap a Tabriz, hagués estat allí mort per ordre de Kücük, però no es pot precisar si aquest fet fou anterior o posterior a la seva defeccció.
El 1341 o 1342 el injúida Masud Xah Djalal al-Din, expulsat de Shiras per Pir Husayn (el 1340) i exilat al Luristan, va arribar a la cort de Bagdad per demanar ajut. El 1342 Yaghi Basti, després d'arribar a Bagdad, fou enviat per Hasan Buzurg a Fars per acompanyar amb un exèrcit al príncep injúida per recuperar el seu antic domini. Però quan els dos princeps van arribar, Pir Husayn ja havia estat expulsat per Abu-Ishaq Jamal-ad-Din, príncep injúida d'Esfahan (agost del 1342) que havia tingut el suport de Malik Ashraf, germà de Hasan Kucik i també en dissidència. Pir Husayn va fugir però dubtant d'on anar per l'incert de les fidelitats, va decidir tornar a Tabriz on el seu cosí Hasan el va fer arrestar i finalment el va fer enverinar. El propi Malik Asharf va intentar ocupar Shiraz i desfer-se d'Abu-Ishaq, però no se'n va sortir: Kücük que temia el poder dels seus parents, va instigar al indjúida Abu Ishak Djamal al-Din d'Esfahan en contra. Abu Ishak va anar a la ciutat de Shiraz i va fer fugir al que fins llavors era el seu aliat Malik Ashraf cap al nord, a l'Azerbaidjan (però no va anar a Tabriz, doncs coneixent al seu germà va preferir fugir a Geòrgia). Abu-Ishaq pel seu costat no es va poder sostenir quan va arribar el seu germà gran, el príncep Masud, amb les forces manades per Yaghi Basti, i es va retirar a Shabankara (aquesta retirada es degué principalment al fet que el seu germà era més popular a Shiraz, on havia governat abans durant algun temps i era a més considerat el legítim successor del seu pare Sharaf al-Din Mahmud Shah). Poques setmanes després Yaghi Basti va matar traïdorament a Masud (que nominalment era el seu superior) mentre era al bany i va agafar el control de Shiraz però va acabar expulsat en una revolta dels partidaris d'Abu-Ishaq d'Esfahan a Shiraz que va durar vint dies; els revoltats finalment van dominar la ciutat mercès a l'ajut del cap local de Kazerun, i el cobànida fou expulsat buscant refugi amb els jalayírides de Bagdad.
L'estiu del 1343 Yaghi Basti i Malik Ashraf (que havia tornat de Geòrgia) es van reunir de nou a Bagdad i l'Iraq Ajamita i van tornar a Fars atacant Shiraz amb el suport del muzaffàrida Mubariz al-Din Muhammad de Yadz. Van conquerir Abarkuh on van massacrar als seus habitants, però abans d'aconseguir el seu objectiu va arribar la notícia de la mort de Hasan Kücük, i la campanya es va abandonar anant els dos cobànides a Tabriz i Mubariz al-Din Muhammad a Yadz. Abu Ishak es va quedar amb Shiraz i Fars (incloent la costa del Golf) a més a més d'Esfahan. Malik Ashraf, Yaghi Basti, i Surgan (que havia fugit de la presó a Àsia Menor) es van reunir camí de Tabriz i durant algun temps semblava que els pretendents i els amirs estaven d'acord. Els tres pretendents van acordar la divisió dels dominis; però finalment van esclatar les disputes. Amir Surgan i Yaghi Basti van abandonar Tabriz cap a Jou i Malik Ashraf els va fer perseguir; Surgan fou atrapat a Aghbabad i derrotat (1344). Malik Ashraf, establert a Gunjah, va rebre un emisari de nom Muayyad al-Din Burha en nom dels germans Yaghi Basti i Surgan, amb una proposta de pau que Malik Ashraf va acceptar; Surgan no se'n refiava però Yaghi Basti va anar a Tabriz i en aquesta ciutat va caure en mans de Hasan Kucik i va desaparèixer, morint d'una manera que ningú va saber (1344). Després Malik Ashraf es va retirar a passar el hivern del 1344-1345 a Karabagh i Surgan fou assassinat el 1345 pels jalayírides que li havien donat refugi. Malik Ashraf es va erigir en el triomfador de la disputa.